# Little Wilson River
Der Little Wilson River ist ein Fluss im Nordwesten des australischen Bundesstaates Tasmanien.

## Geografie
Der etwas mehr als neun Kilometer lange Little Wilson River entspringt in der Meredith Range und fließt nach Süd-Südosten. Bei der Wilson River B Mineralized Area mündet er in den Wilson River.